# Mufla de grafito

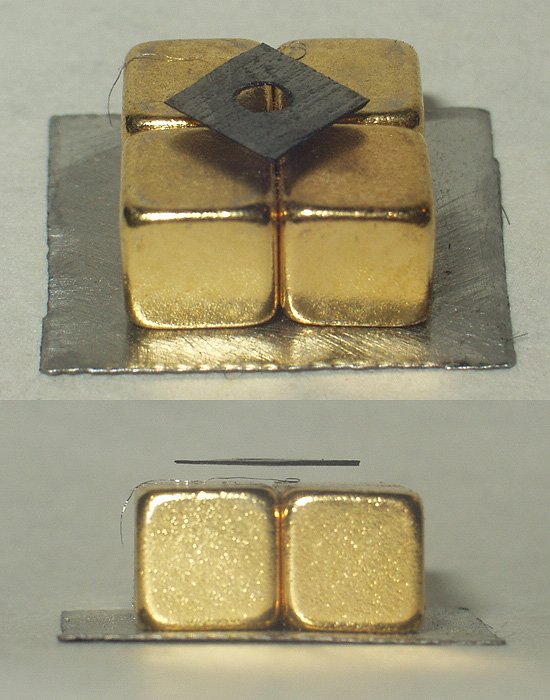
grafito diamagnético.

Mufla de grafito para espectrometría de la absorción atómica (AAS) (también conocida como espectroscopia de absorción atómica electrotérmica (ETAAS) es un tipo de espectrometría con un horno revestido de grafito para evaporar la muestra. La técnica se basa en el hecho de que los átomos absorberán en las frecuencias o las longitudes de onda de luz las características del elemento del interés (por lo tanto la espectroscopia de absorción atómica es conocida). Dentro de ciertos límites, la cantidad de luz absorbida se puede correlacionar linealmente con la concentración presente del analito. Los átomos de la mayoría de los elementos se pueden liberar de muestras a altas temperaturas.
En la AAS, las muestras se depositan en un tubo pequeño de grafito o carbón pirolítico revestido del grafito, que entonces se puede calentar para evaporar y para atomizar el analito. Los átomos absorben levemente en las frecuencias de luz ultravioleta o visible, y hacen transiciones a niveles de energía electrónicos más altos. La aplicación de la ley de la Lambert-Beer directa en la espectroscopía de AA es difícil debido a las variaciones en la eficacia de la atomización de la matriz de la muestra, y a la no uniformidad de la longitud de la concentración y de trayectoria de los átomos del analito (en el horno de grafito de AA). Las medidas de la concentración se determinan generalmente de una curva de trabajo después de calibrar el instrumento con estándares de concentración conocida.
Esta técnica es mucho más sensible que la fotometría de emisión de llama debido a su mayor eficacia de atomización aunque presenta una mayor dispersión en sus resultados al utilizar volúmenes muy pequeños. Si el instrumento es automático solo es necesario preparar una única disolución patrón concentrada la cual el instrumento es capaz de diluir para obtener la recta de calibrado.

## Componentes del sistema
Los instrumentos de espectrometría GFAA tienen las siguientes características básicas: 
1. Una fuente de la luz (lámpara) que emite la línea radiación de la resonancia;
2. Un compartimiento de la atomización (tubo del grafito) en el cual se evapora la muestra;
3. Un monocromador para seleccionar solamente una de las longitudes de onda características (visibles o ultravioletas) del elemento del interés;
4. Un detector, generalmente un tubo del Fotomultiplicador (detectores ligeros que son útiles en usos de la bajo-intensidad), que mide la cantidad de absorción;
5. Un sistema de la procesador de la señal (impresora, o indicador digital).

## Modo de empleo
Las muestra diluidas en agua se acidifican (generalmente con HNO3) a pH 2,0 o menos. La decoloración de la muestra indicará la presencia de metales. Después de acondicionar y calibrar el instrumento, se coloca una pequeña alícuota - menos 100 microlitros (µL) generalmente 20 µL- , manual o con un equipo automatizado, en la apertura del tubo de grafito. Se evapora la muestra en el tubo calentado; el monto de energía lumínica absorbida en el vapor es proporcional a las concentraciones atómicas. El análisis de cada muestra toma de 1 a 5 minutos, y los resultados es el promedio de análisis por triplicado.

## Etapas de atomización
Para realizar una medida es necesario aumentar progresivamente la temperatura para atomizar el analito y medir la luz que absorbe. Para ello aumentamos primero la temperatura hasta unos 100 °C para evaporar el disolvente y secar la muestra. A continuación la temperatura aumenta hasta unos 500 °C para que la matriz orgánica de la muestra se calcine y evapore evitando así que interfiera con la medida. Aumentando la temperatura se consigue la atomización del analito (en este momento se realiza la medida). Por último aumentamos la temperatura bruscamente para eliminar cualquier residuo de la muestra y dejar el tubo de grafito listo para la siguiente medida. En todo momento (excepto cuando se esté realizando la medida) irá pasando una corriente de Argón para ir eliminando los vapores que se van formando.

## Modificadores de matriz
El uso de modificadores de matriz aumenta la volatilidad de la matriz de la muestra y evita la volatilización prematura del elemento a analizar debido a las altas temperaturas a las que ocurre la mineralización. Con el uso del modificador se optimizan las condiciones de análisis y se mejoran los límites de detección del instrumento. 
Un ejemplo es el la determinación del Cadmio. El Cadmio tiene una temperatura de ebullición de 768 °C, pero con el modificador se volatiliza a 1630 °C. Este cambio de temperatura permite eliminar toda la matriz sin que se elimine el cadmio